# Joan Snyder
Joan Snyder (nacida en Highland Park, Nueva Jersey, 16 de abril de 1940) es una pintora estadounidense.

## Formación
Se licenció en el Douglass College de Nuevo Brunswick, en Nueva Jersey (1962). Obtuvo su máster en Bellas Artes en la Universidad Estatal de Rutgers en 1966.

## Obra
Realiza pinturas abstractas que, sin embargo, tienen un contenido narrativo referido a sus experiencias personales y colectivas. Sus primeras obras se caracterizan por sus pinturas con marcadas pinceladas. Su estilo se enmarca en el expresionismo abstracto y es, en general, gestual y en ocasiones incluye textos en los marcos de sus obras y objetos adheridos a la pintura. También es una obra enmarcada en la estética del arte feminista y marcada por el contenido feminista y social.

## Trayectoria
Snyder se mudó a la ciudad de Nueva York en 1967 y a fines de la década de 1960 comenzó a incorporar en sus pinturas materiales que ella asociaba con las imágenes femeninas, como el flocado (un tipo de tela delgada y económica), frijoles, lentejas, semillas, hilos y seda, haciendo lo que ella se refirió como paisajes internos. Estas pinturas como Flock Painting of Women (1969), eran orgánicas, antropomórficas y corporales.
En agosto de 1969 pintó Lines and Strokes, un avance en su pintura hasta ese momento. Con esto, empezó una serie de lienzos con pinceladas que parecían trazos de pintura en un formato de cuadrícula suelta. La notoriedad inicial de Snyder comenzó con su primera exposición individual de estas pinturas en 1971 en Paley and Lowe en el SoHo de Nueva York, que fue una venta total. Snyder pronto comenzó a recibir invitaciones para participar en exposiciones de mujeres.
En 1971, compró una granja en Martins Creek, Pensilvania, y se mudó allí con su esposo en 1973. Alrededor de 1973-1974, comenzó a incorporar dibujos infantiles de paisajes, casas, figuras de palo y partes del cuerpo femenino en sus pinturas. Aparecen notas garabateadas, tarjetas de San Valentín desgarradas, palabras diarísticas garabateadas, tela, papel maché y papel de pared. 
En pinturas como Flesh / Art (1973–1974), los cortes curvos se cortaron en lienzos de color carne y se rellenaron con un pigmento rico y espeso. En Heart-On, (1975), los materiales con collages como papel, gasa, acolchado e hilo forman diferentes formas, incluida una caja de San Valentín en forma de corazón, formas con cortes cosidos y otros que se derraman de la rejilla que utilizó Snyder ampliamente en la década de 1970 para dar orden a su trabajo. Comenzó a tratar sus pinturas como objetos rellenando, cosiendo, rasgando o cortando el lienzo en su exploración de materiales e imágenes femeninas. Emerge en sus obras un simbolismo, como si de un diario privado se tratara, de palabras escritas y un predominio de imágenes de genitales femeninos similares a heridas.
Snyder dejó su granja en Pensilvania en 1980 y regresó a Nueva York con su hija de un año. Joan Snyder conoció entonces a los que serían luego sus amigos y representantes de arte de Boston Nina Nielsen y John Baker en 1980. La infelicidad de Snyder por su matrimonio roto se expresó en sus pinturas de 1983 Apple Tree Mass y Mourning / Oh Morning, una obra oscura que expresa su tristeza por un pasado aborto involuntario, la disolución de su matrimonio y el dolor de la vida.
A principios de la década de 1980, Snyder mudó su estudio y residencia en Eastport, Long Island en 1985. Con los plenos poderes de una pintora madura, celebró la naturaleza, la fertilidad y la renovación en Beanfield with Music for Molly (1984), I Felt Like a Virgin Again (1985) y Moonfield (1986). Tal y como dice: "Este trabajo refleja todos mis estados de ánimo, mis penas, pérdidas y luchas, y una paz que finalmente ha llegado a mi vida".
En obras de finales de los años 80 y 90, Snyder dirigió su atención a temas como el miedo y el sufrimiento. Perturbada por la crueldad y la explotación de mujeres y niños en todo el mundo, Snyder dijo: “Comencé a leer una serie sobre los niños de la oscuridad. ... Quería hacer algún tipo de declaración política ". Pintó Boy from Africa (1988), Morning Requiem (For the Children) (1987) y Journey of the Souls (1993), refiriéndose a la tragedia del SIDA. Pinturas como estas nos llevan a un nuevo nivel de preocupación mundial por parte de la artista. Su Morning Requiem with Kaddish (1987–1988) y Women in Camps (1988) se refieren explícitamente a su herencia judía, sus antecedentes y su inquietante veneración por las víctimas de la guerra y el Holocausto, así como su más reciente exposición Kaddish / Requiem, celebrada en el Museo de Filadelfia de Arte Judío en 2000–2001, que lloraba a los muertos usando frases hebreas y latinas.
Actualmente vive y trabaja en Brooklyn y Woodstock, Nueva York.

## Arte feminista
Joan Snyder es famosa también por su papel protagonista en el arte feminista. Inició el programa Women Artists Series en Douglass College y fue comisaria de esta serie en su primer año el 1971. Snyder dijo: "Estos fueron los años previos al comienzo del movimiento artístico femenino/feminista".
En 1975, Joan Snyder se había convertido en una voz poderosa y elocuente para las luchas del movimiento artístico de las mujeres. Fue uno de los miembros fundadores del colectivo Heresies Collective, un grupo de artistas feministas, críticas e historiadoras, que se reunieron por primera vez en noviembre de 1975 en el desván de la artista Joyce Kozloff, juntamente con artistas y críticas como Ida Applebroog, Lucy Lippard, Nina Yankowitz, Joan Braderman, Sue Heinemann y Miriam Schapiro, entre muchas otras.
Snyder diría más tarde: “Creo que las mujeres artistas volvieron a inyectar sangre en el movimiento artístico en los años setenta y ochenta. En el apogeo de los movimientos del arte pop y el minimalismo, estábamos haciendo arte que era personal, autobiográfico, expresionista, narrativo y político ". El colectivo produjo la publicación Heresies: A Feminist Publication on Art and Politics entre 1977 y 1993.
Joan Snyder afirma poder distinguir, cuando va a una exposición, qué obras son de mujeres y cuáles no. 

Las experiencias de las mujeres son muy diferentes a las de los hombres. A medida que vamos creciendo, socialmente, psicológicamente y de cualquier otra manera, nuestras experiencias son simplemente diferentes. Por lo tanto, nuestro arte va a ser diferente.
Joan Snyder

La participación en grupos feministas de concienciación ayudó a Snyder a darse cuenta de que su trabajo tenía que ser más específicamente autobiográfico. "No tenía a dónde ir sino a mi propio pasado otra vez, a mi propia iconografía". El trabajo de Snyder se volvió más expresivo, personal y abiertamente feminista.

## Exposiciones y colecciones
- 1976: Portland Center for the Visual Arts (Portland, Oregón) organiza una exposición llamada Recent Paintings.[7]
- 1977: Wake Forest University acoge una exposición individual de su obra.[7]
- 1978: Seven Years of Work, Neuberger Museum, Purchase, N.Y. (catalogue)[7]
- 1978: exposición individual, Women's Art Registry of Minneapolis[7]
- 1979: exposición individual, San Francisco Art Institute[7]
- 1981: Resurrection and Studies, Matrix Gallery, Wadsworth Atheneum, Hartford, Connecticut[7]
- 1994: Joan Snyder, Painter: 1969 to Now fue expuesta al Parrish Art Museum en Southampton, L.I. Fue una exposición compuesta por obras de sus primeros 25 años de carrera artística hasta el momento.[8]
- 2005: El Museo Judío de Nueva York presentó un reconocimiento a los 35 años de carrera artística de Snyder's que viajó al Danforth Museum of Art in Framingham, Massachusetts. La exposición iba acompañada de una monografía, Joan Snyder, con una introducción de Norman Kleeblatt y textos de Hayden Herrera y Jenni Sorkin.
- 2011: Dancing With The Dark: Joan Snyder Prints 1963-2010 abrió al Zimmerli Art Museum en la Universidad de Rutgers, Nuevo Brunswick, NJ, y viajó a la Galería de Arte de la Universidad de Boston, Boston, MA; Universidad de Richmond Museums, Richmond, VA; University of New Mexico Art Museum, Albuquerque, NM accompanied by a comprehensive exhibition catalogue with an essay by the curator, Marilyn Symmes.
- 2015: Sub Rosa al Franklin Parrasch Gallery in Manhattan NY, una exposición de obra reciente. El catálogo de la exposición con textos de Joan Snyder se publicó a la vez que la exposición.
- 2018: su pintura Smashed Strokes Hope (1971) fue incluida en Epic Abstraction: Pollock to Herrera, una gran exposición en el Museo Metropolitano de Arte, New York, NY.
- 2019: Blain|Southern presented Rosebuds & Rivers, la primera exposición de Joan Snyder en el Reino Unido.

Las pinturas de Snyder se encuentran en las colecciones permanentes del Museo de Bellas Artes de Boston, el Museo Nacional de Mujeres Artistas (Washington, D.C), el Museo Whitney, el Museo Metropolitano de Arte, el Museo Judío, el Museo de Arte Moderno de Nueva York, el Museo de Arte del Smith College en Massachusetts y la Galería de Arte del Guilford College.
En 2005, el Museo Judío de Nueva York presentó una retrospectiva de su obra.

## Premios
Joan Snyder recibió un premio del National Endowment for the Arts en 1974, la Beca Guggenheim en 1983 y la Beca Macarthur en el año 2007. 